# میساک قهرمان
میساک قهرمان  با نام اصلی میساک قهرمانیان (ارمنی: Միսակ Ղահրամանյան ) بازیکن فوتبال بازنشسته در پست ارمنی‌تبار اهل ایران است که در دسته اول باشگاه‌های تهران بازی می‌کرد.

## باشگاهی
از باشگاه هایی که در توپ زده‌است می‌توان آرارات تهران را اشاره کرد.